# Evangelische Kirche Birklar

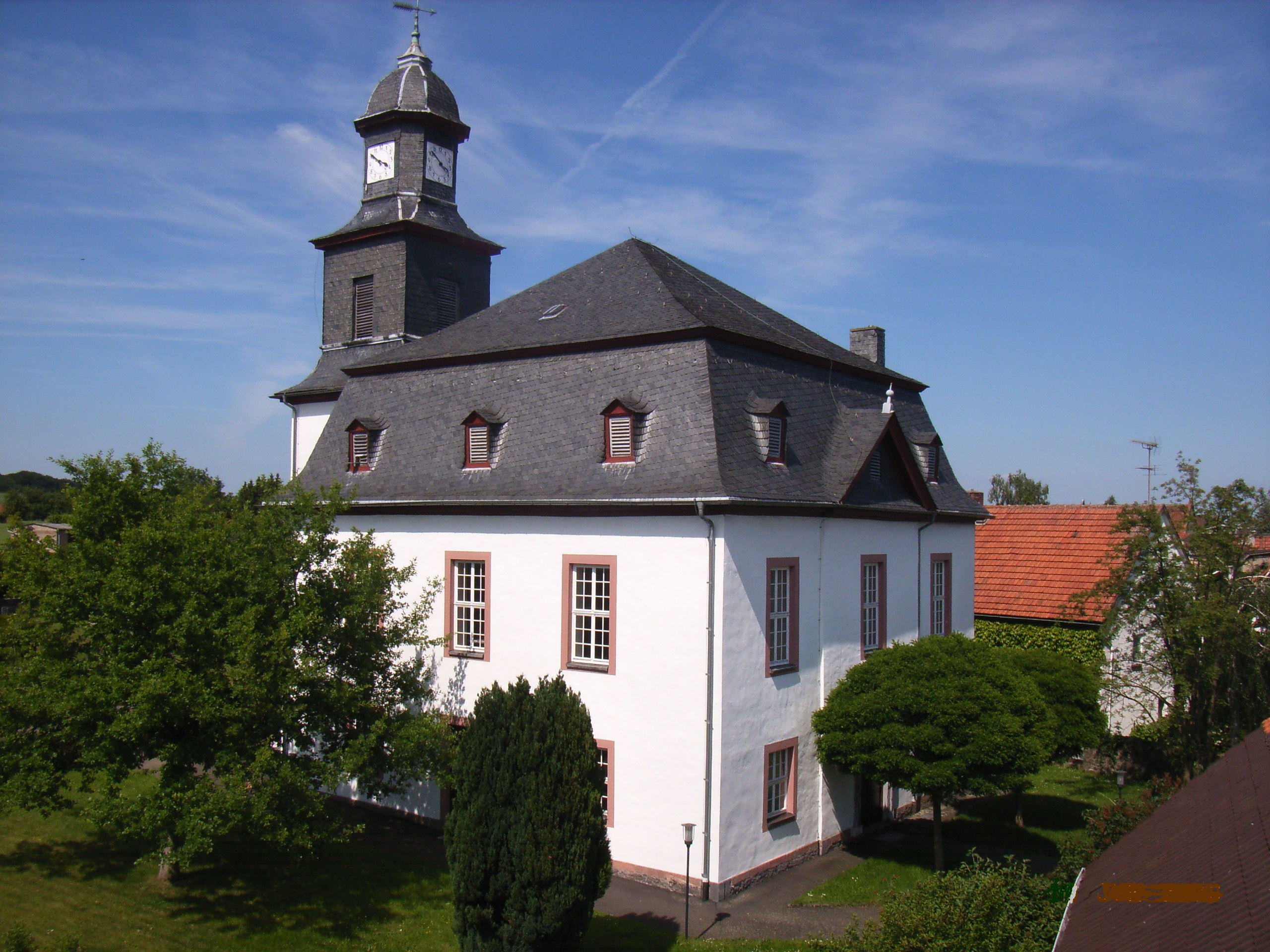
Kirche von Südwesten

Die Evangelische Kirche in Birklar, einem Stadtteil von Lich im Landkreis Gießen (Hessen), wurde im Jahr 1819 im Stil des Klassizismus erbaut. Verwendet wurden die aufgekauften Steine aus dem Bibliotheksgebäude des aufgehobenen Klosters Arnsburg. Die Saalkirche prägt mit ihrem Nordturm das Ortsbild und ist ein hessisches Kulturdenkmal.
Die Kirchengemeinde gehört zum Dekanat Gießener Land in der Propstei Oberhessen der Evangelischen Kirche in Hessen und Nassau.

## Geschichte

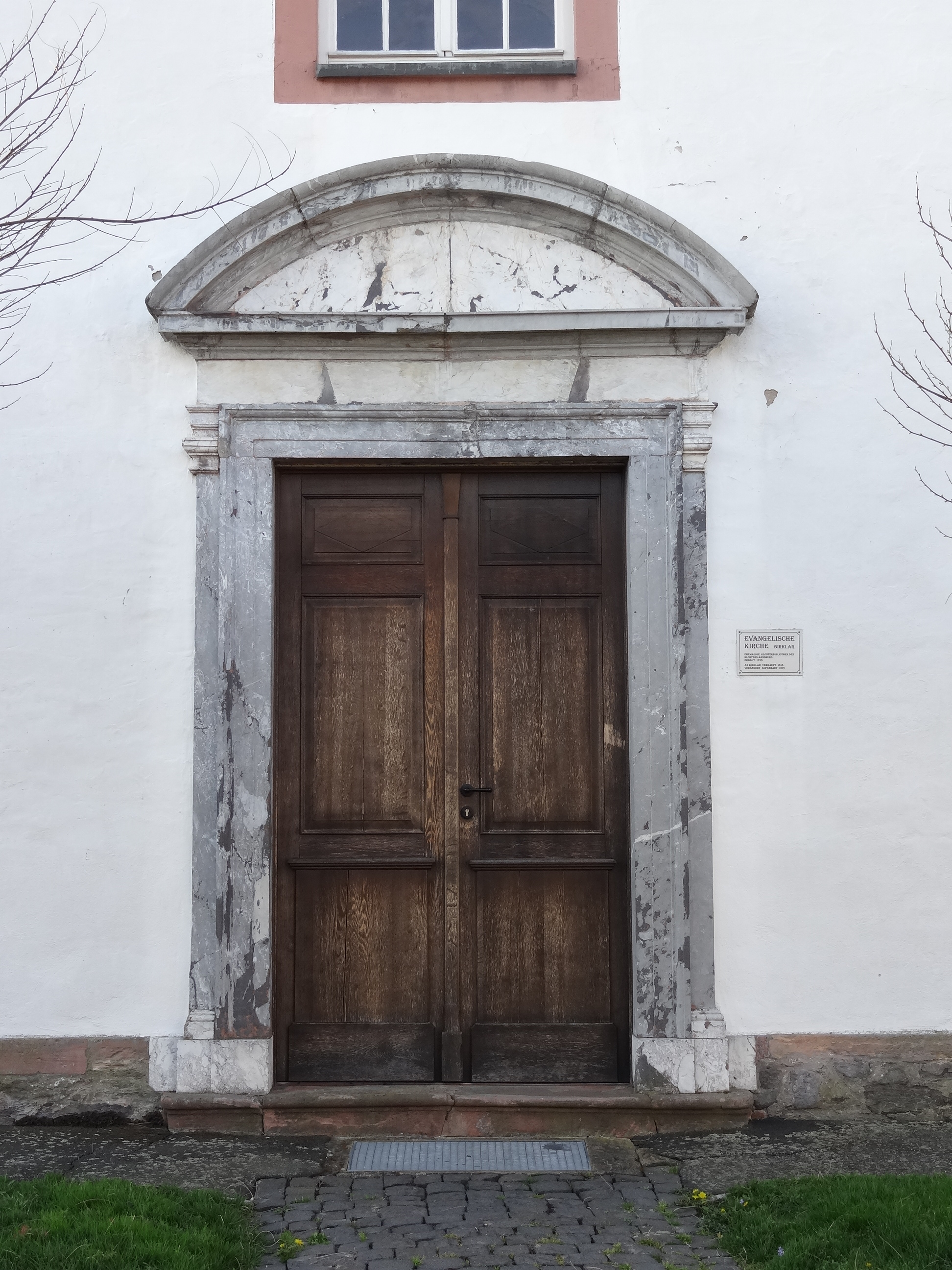
Südportal

Ursprünglich war die Muschenheimer Kirche die Mutterkirche von Birklar. Für das Jahr 1313 wird erstmals eine Kapelle in Birklar urkundlich erwähnt, als Erzbischof Peter von Mainz drei Rittern erlaubte, einen Priester anzustellen und für dessen Unterhalt aufzukommen. Vor seiner Trennung war Birklar bis 1316 nach Muschenheim eingepfarrt. 1317 wurde Birklar zur selbstständigen Pfarrei erhoben, als Muschenheim Kloster Arnsburg inkorporiert wurde. Kirchlich gehörte Birklar im ausgehenden Mittelalter zum Archidiakonat St. Maria ad Gradus in der Erzdiözese Mainz im Sendbezirk Muschenheim.
Mit Einführung der Reformation wechselte Birklar zwischen 1554 und 1560 zum evangelisch-lutherischen Bekenntnis. Unter Konrad von Solms-Braunfels wurde die Kirche im Jahr 1582 evangelisch-reformiert. Um 1680 wurde Birklar wieder Filial von Muschenheim. Bis zu diesem Zeitpunkt hatte Arnsburg das Patronat inne. Die abgängige mittelalterliche Kapelle wurde im Jahr 1818 abgerissen. An ihre Stelle trat der heutige Kirchenneubau. Birklar erwarb das ehemalige Bibliotheksgebäude von Kloster Arnsburg von 1755, das dort als Eckgebäude fungierte, und ließ es mit einem Pferdefuhrwerk nach Birklar bringen und dort neu errichteten. Dabei wurde ein Geschoss weggelassen und das Gebäude in Länge und Breite verkürzt. Aus dem übrig gebliebenen Material wurde in den 1820er Jahren ein Kirchturm neu gebaut, in dem drei Bronzeglocken aus dem Vorgängerbau aufgehängt wurden.
Nach der Pfarrchronik soll ein Teil des Geldes veruntreut worden sein: „Obgleich sie im Ankauf nur wenig gekostet, so soll doch ihr Transport und ihre Aufstellung die sämtlichen früheren Kirchcapitalien weggenommen haben. Es soll unordentlich beim Aufbau der Kirche hergegangen sein und wird versichert, daß nur die Hälfte jener Capitalien auf die Kosten des eigentlichen Kirchenbaues verwendet, das Übrige aber unbefugter Weise verzehrt worden sei.“ Die fünfzig Jahre nach dem Bau erschienene Chronik übersieht allerdings, dass die Verköstigung zu damaliger Zeit Bestandteil des Arbeitslohnes war.
Reparaturen der Kirche erfolgten in den Jahren 1890 und 1934, des Turms 1950 und der Fenster 1954. Die Kirche erhielt 1967 eine Ölheizung und 1969 einen neuen Außenanstrich sowie eine neue Einschieferung des Dachs. In den Jahren 1985 bis 1993 folgten umfassende Sanierungsmaßnahmen, in deren Zuge das Gebäude durch einen umlaufenden Ringanker gesichert wurde. Am 3. Oktober 1993 wurde das neue Geläut eingeweiht, das für 59.729,61 DM angeschafft worden war. In einem ersten Bauabschnitt 2021 wurden der Turm und die Nordseite des Walmdachs der Kirche saniert, Schäden an der Holzkonstruktion instand gesetzt und die Dächer neu geschiefert. 2022/2023 folgten die Arbeiten am Kirchenschiff. Schadhafte Fenster, Teile des Außenputzes und der Balkenkonstruktion des Kirchendecke sowie des Tragwerks wurden erneuert. Die Gesamtkosten wurden auf € 777.000 veranschlagt, von denen  die Kirchengemeinde etwa € 155.000 übernehmen muss.

## Architektur

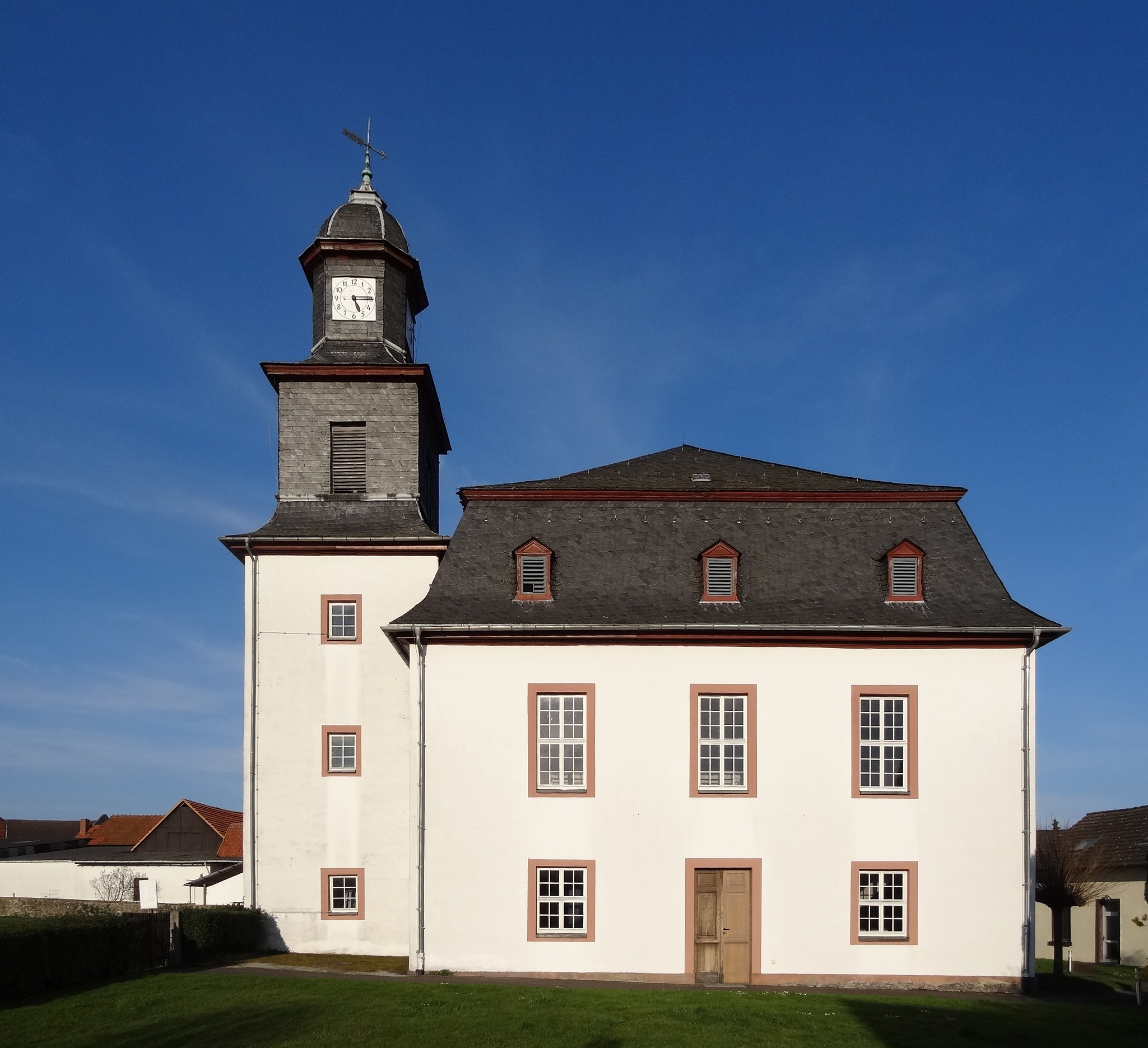
Westseite der Kirche

Die Saalkirche aus verputzten Bruchsteinmauerwerk ist auf quadratischem Grundriss errichtet und nach Norden ausgerichtet. Das Schiff ist zweigeschossig und hat drei Fensterachsen. Es ist gegenüber dem dreigeschossigen und vierachsigen Bibliotheksgebäude niedriger und kleiner, hat aber dieselben Proportionen. Es wird von einem Walmdach mit umlaufender Mansarde bedeckt.
Rechteckige Fenster in roten Sandsteingewänden versorgen den Innenraum mit Licht; an der Innenseite haben sie Stichbögen. Die kleinen Dachgauben über jeder Fensterachse unterstreichen den strengen klassizistischen Aufbau. Während das rechteckige Ost- und Westportal schlicht gestaltet sind, wird das Südportal als Haupteingang von einem Segmentbogen überfangen, hat profilierte Laibungen und tritt in einem Mittelrisalit leicht hervor.
Der dreigeschossige Turmschaft auf quadratischem Grundriss an der Nordseite wird an den freien Seiten durch je drei rechteckige Fenster belichtet. Er wird von einem zweigeschossigen, verschieferten, hölzernen Aufbau abgeschlossen, der kubusförmigen Glockenstube und dem achtseitigen Obergeschoss mit einer kuppelförmigen, geschlossenen Haube, die von einem Turmknopf und Kreuz (mit einem Pfeil als Windanzeiger) bekrönt wird. Geschweifte Dächer leiten auf die sich nach oben verjüngenden Aufbauten über.

## Ausstattung

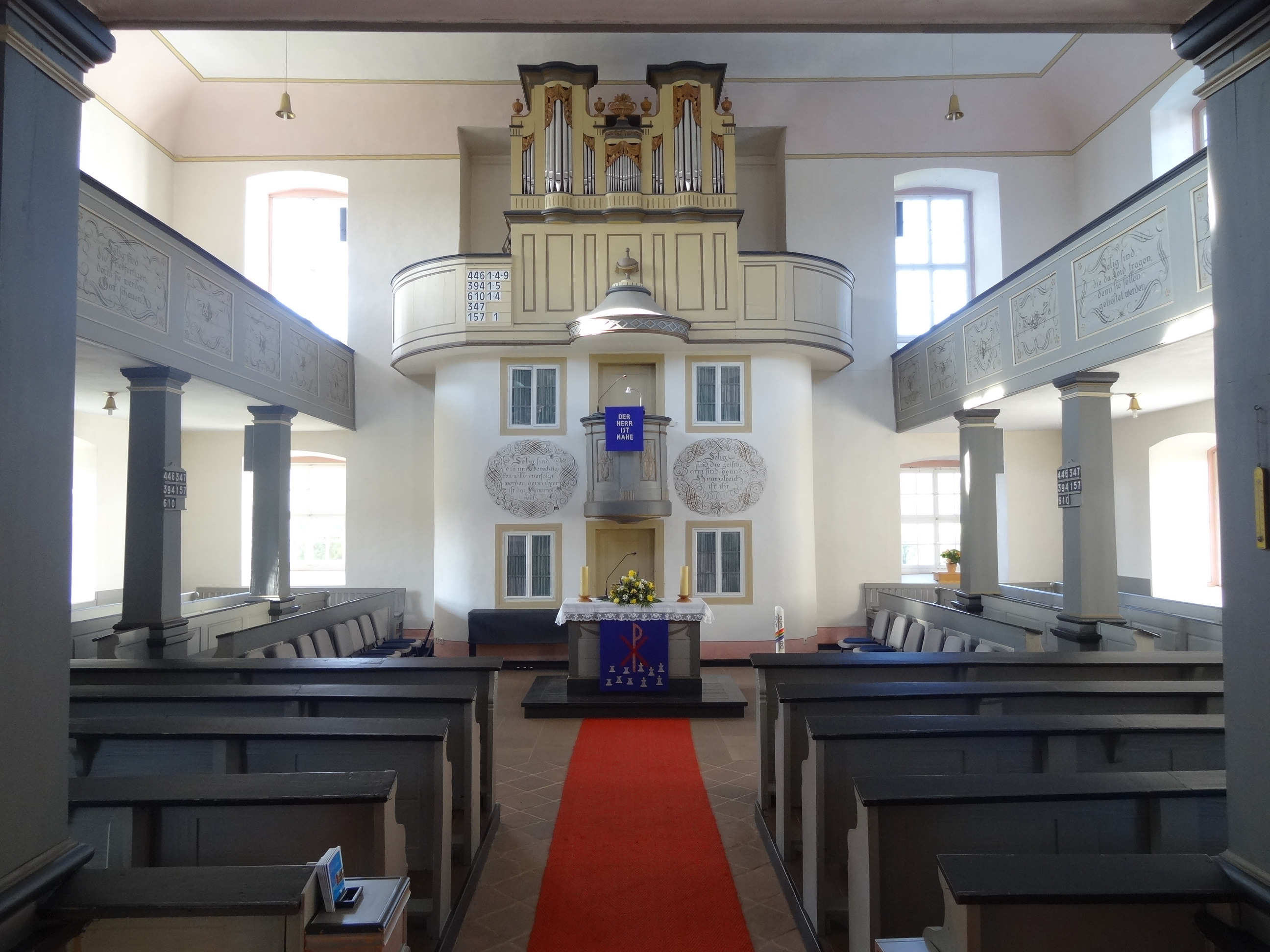
Innenraum mit Blick nach Norden

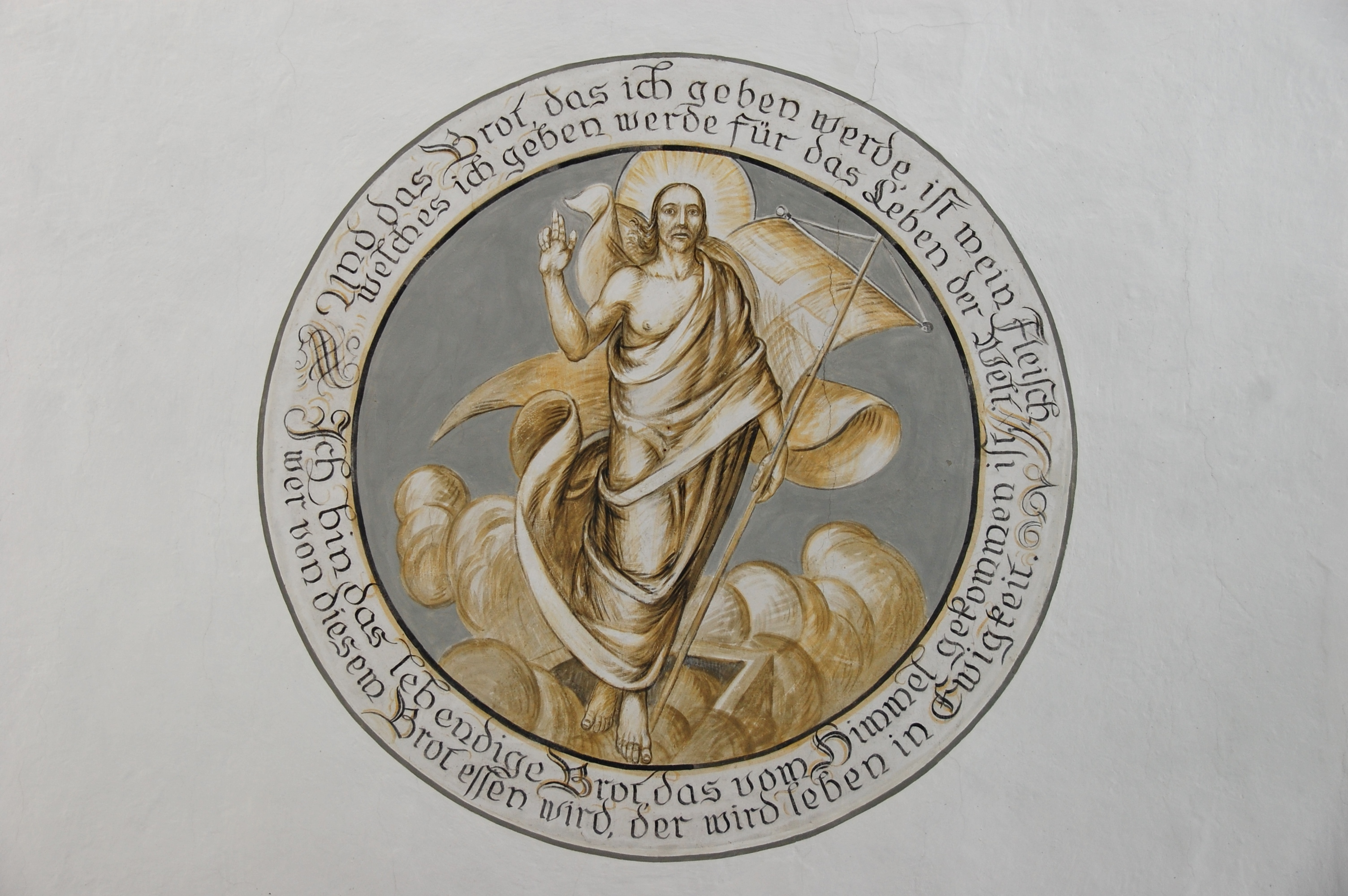
Deckenmedaillon

Der schlichte Innenraum hat eine flache Decke mit Kehle. Ein Deckenmedaillon stellt den auferstandenen Christus mit der Siegesfahne dar. Umrahmt wird das Bild von dem Bibelwort aus Joh 6,51 . Die dreiseitig umlaufende Empore ruht auf viereckigen, toskanischen Holzpfeilern. Die Füllungen der Brüstung sind mit floralen Elementen und mit Bibelworten aus den Seligpreisungen bemalt. Altar, Kanzel und Orgel sind auf der Mittelachse übereinander angeordnet und stellen auf diese Weise das Prinzip der Predigtkirche heraus.
An der Nordseite ragt die zweigeschossige, abgerundete Sakristei in den Raum hinein. Über der Sakristeitür inmitten von vier rechteckigen Fenstern hängt die runde Kanzel. Ihre Füllungen sind mit goldenem Rankenwerk bemalt. Der Kanzelkorb wird von zwei ovalen Spruchvignetten mit zwei weiteren Seligpreisungen flankiert. Das Geländer im Stil des Rokoko wurde aus Kloster Arnsburg übernommen. Über der Sakristei ist eine vorkragende, geschwungene Orgelempore angebracht, an dessen Brüstung der runde Schalldeckel der Kanzel befestigt ist, der mit einem Rautenfries belegt ist. Der hölzerne Blockaltar ruht auf einer dunklen Steinplatte. Das Gestühl ist auf die drei Prinzipalstücke ausgerichtet.

## Orgel

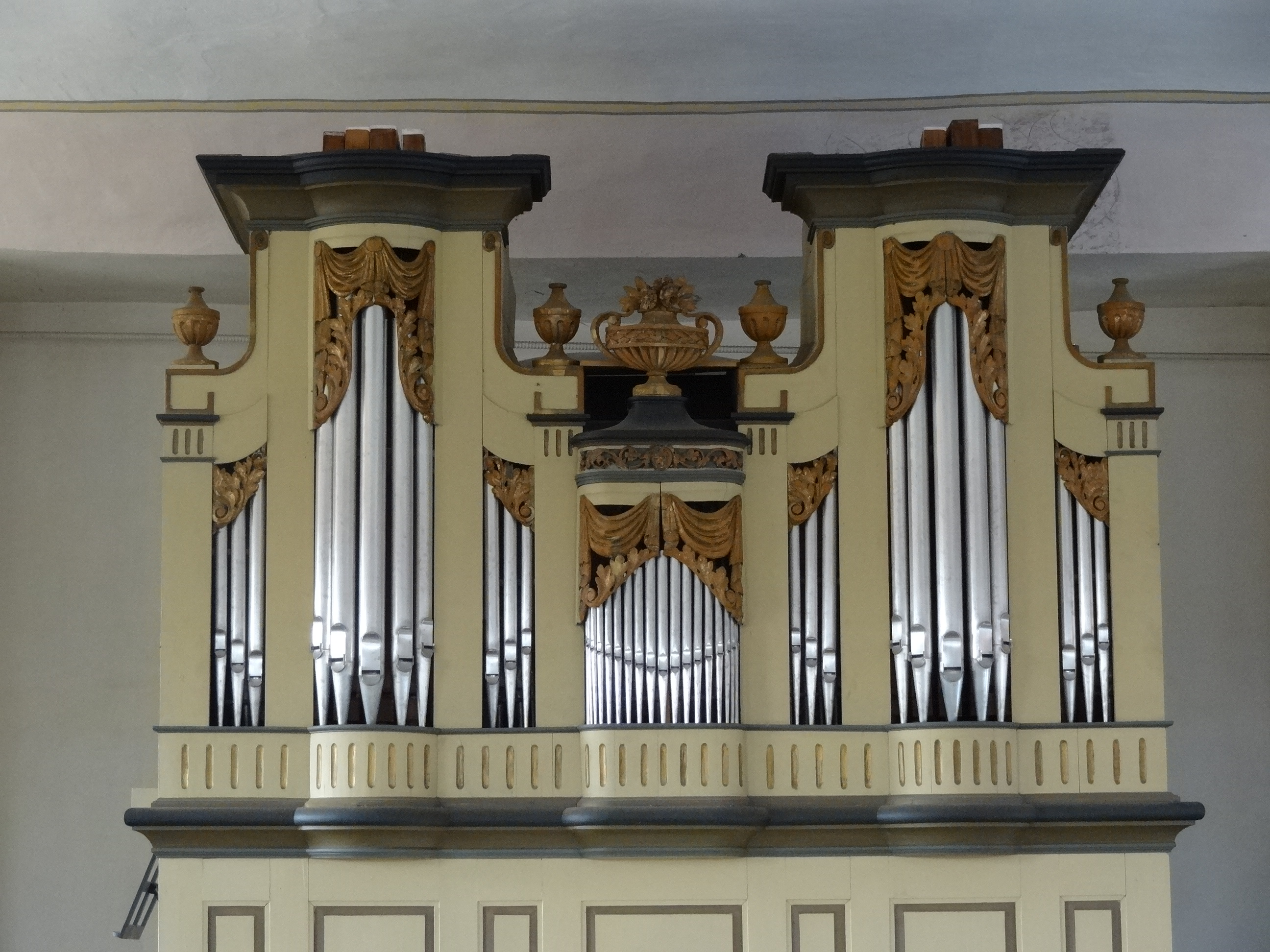
Orgelprospekt von 1820

Philipp Heinrich Bürgy baute im Jahr 1820 die Orgel, die weitgehend erhalten ist. Der Prospekt hat sieben Achsen. Zwei flachrunde überhöhte Türme werden von je zwei angeschweiften schmalen Flachfeldern flankiert. Ein mittleres niedriges Flachfeld verbindet beide Teile und wird von klassizistischem Dekor bekrönt. Die untersten anderthalb Oktaven der Flauto Traverso erklingen aus der Gambe. Die Prospektpfeifen mussten 1917 abgeliefert werden und wurden 1925 durch Zinkpfeifen der Firma Förster & Nicolaus Orgelbau provisorisch ersetzt. Im Jahr 1991 erfolgte eine umfassende Restaurierung. Die Sesquialtera wurde wieder zweichörig vervollständigt, der Prinzipal rekonstruiert und auf einer leeren Schleife die Vox humana ergänzt. Das seitenspielige Instrument verfügt über 13 Register auf einem Manual und Pedal. Die Disposition lautet wie folgt:
| I Manual C–f3     |    |
| Gambe             | 8′ |
| Flauto Traverso   | 8′ |
| Bourdon           | 8′ |
| Principal         | 4′ |
| Gedackt           | 4′ |
| Quinte            | 3′ |
| Octave            | 2′ |
| Sesquialtera II D |    |
| Mixtur III        | 1′ |
| Vox Humana        | 8′ |

| Pedal C–f0 |     |
| Subbaß     | 16′ |
| Violonbaß  | 8′  |
| Vagotbaß   | 16′ |

- Koppeln: I/P

## Glocken

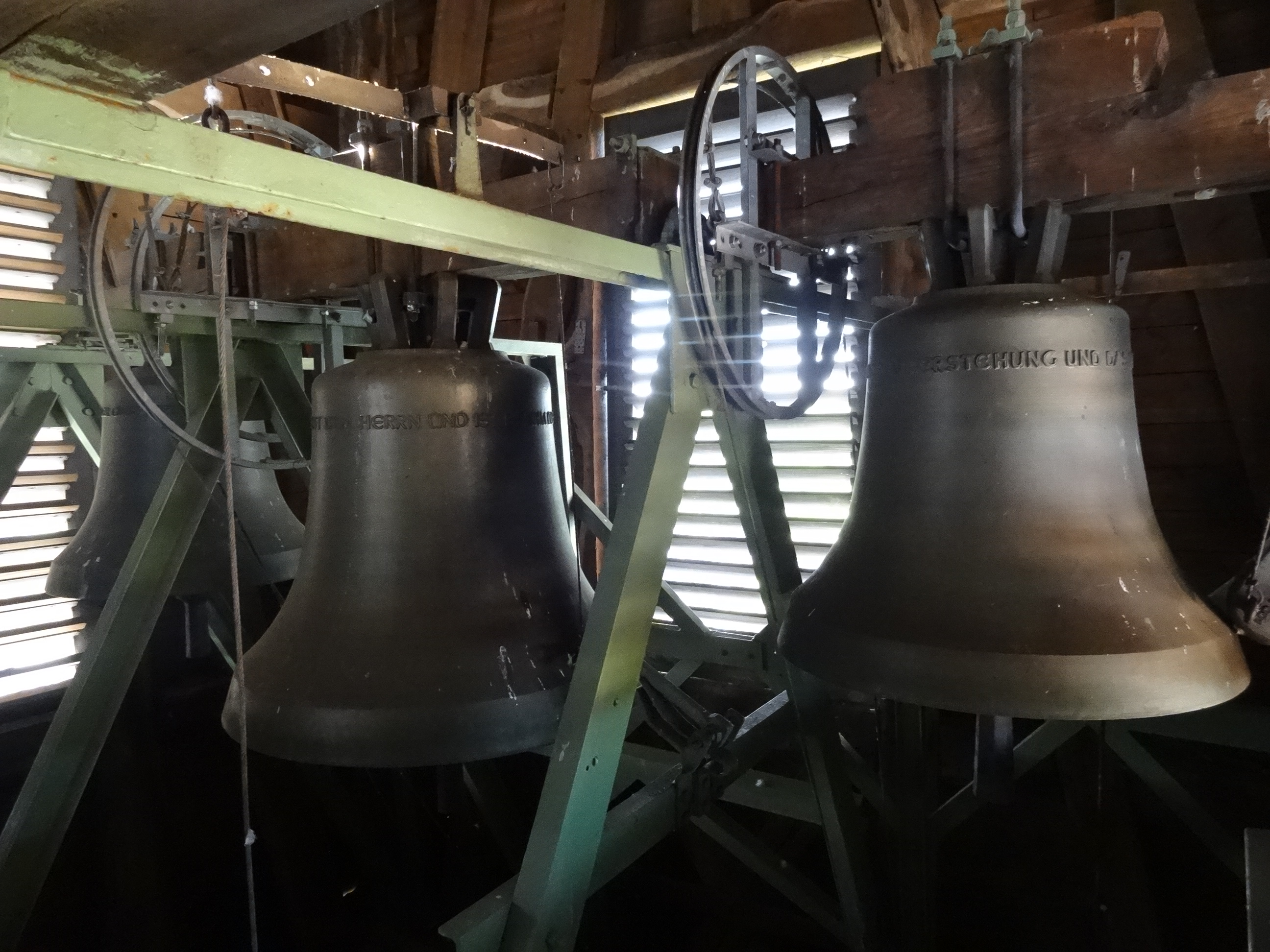
Geläut in Birklar

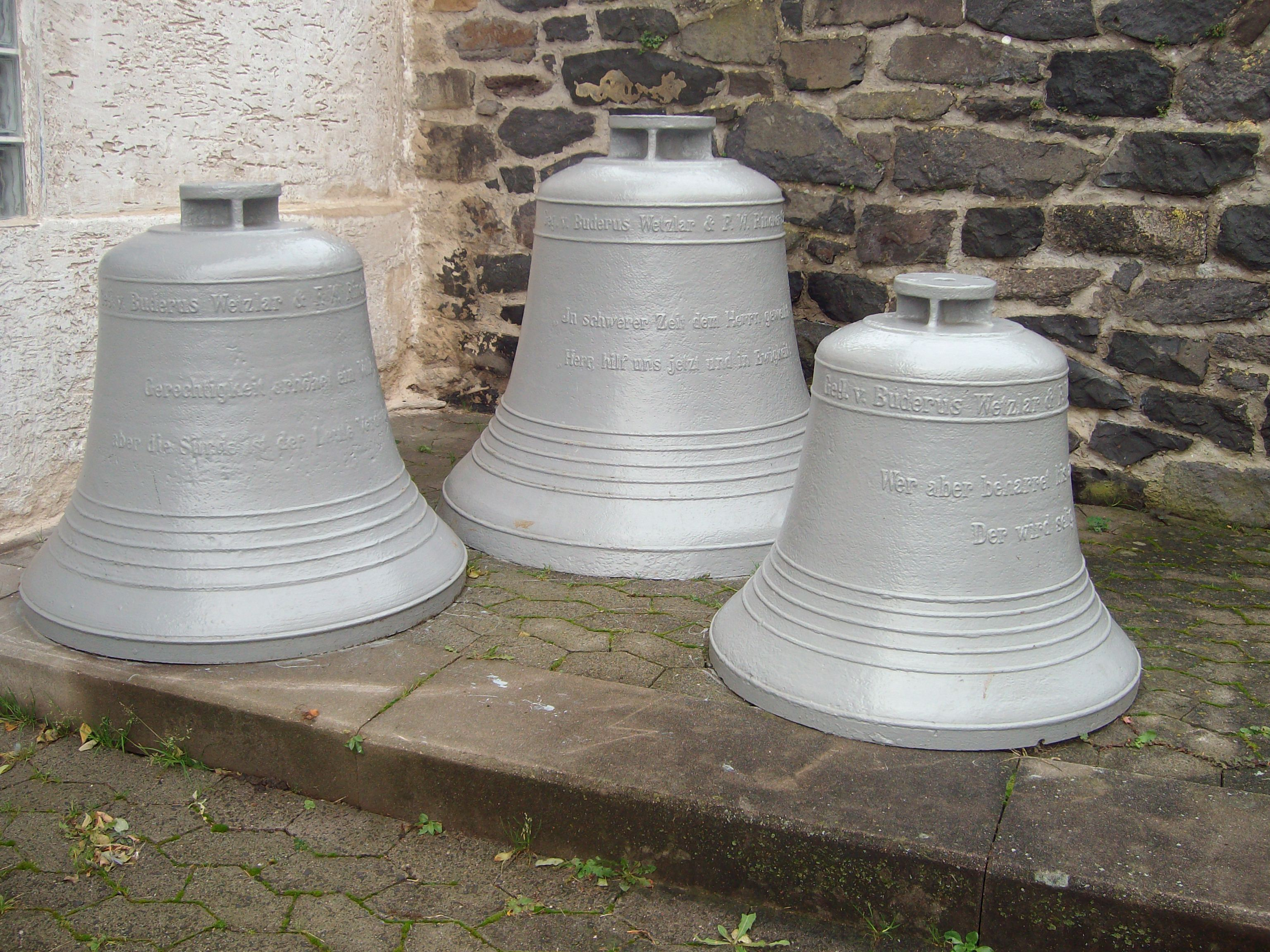
Ausrangierte Stahlglocken vor dem Südeingang

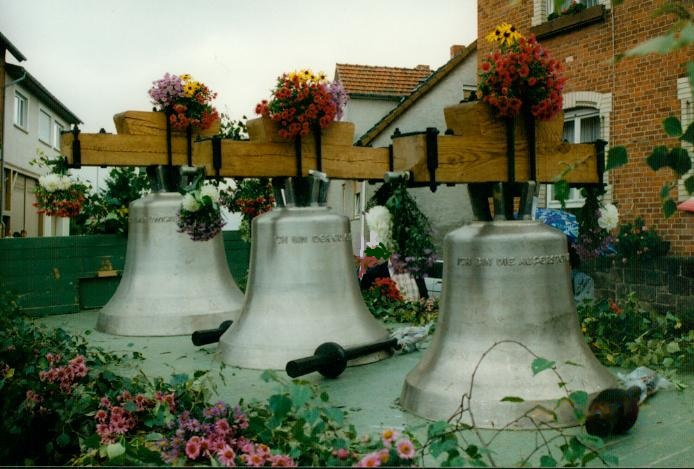
Festliche Begrüßung der neuen Glocken am 25. September 1993

Die Kirche beherbergt ein Dreiergeläut. Mitte des 19. Jahrhunderts waren eine Glocke von Johann Peter Bach (Windecken 1763), von Johannes und Andreas Schneidewind (Frankfurt 1714) sowie eine mittelalterliche Glocke, die aus dem Kloster Arnsburg übernommen war, vorhanden. Zwei gesprungene wurden 1896 durch Glocken von Franz Schilling und Karl Friedrich Ulrich ersetzt und mussten im Ersten Weltkrieg als Metallspende abgegeben werden. Die dritte Glocke, die Friedrich Otto in Gießen 1855 umgegossen hatte, wurde 1920 verkauft. Mit dem Erlös wurden im selben Jahr drei Stahlglocken angeschafft, die als Gemeinschaftsarbeit von Buderus und Rincker entstanden. Die größte (1,10 Meter Durchmesser) hatte den Schlagton gis1 und trug die Inschrift: „In schwerer Zeit dem Herrn geweiht, Herr hilf und jetzt und in Ewigkeit.“ Die zweite (0,86 Meter Durchmesser) mit dem Schlagton h1 hatte als Inschrift: „Gerechtigkeit erhöht ein Volk, aber die Sünde ist der Leute Verderben.“ Die dritte (0,76 Meter Durchmesser) mit cis2: „Wer aber beharret bis ans Ende, der wird selig.“ Damit waren die Glocken im Te Deum-Motiv gestimmt. Das Geläut wurde 1962 elektrifiziert. Im Jahr 1993 wurden die Stahlglocken aus klanglichen Gründen vom Turm geholt und durch drei Bronzeglocken der Firma Rincker im gleichen Motiv, aber der um einen Halbton höheren Tonfolge a1-c2-d2, ersetzt.
| Nr. | Gussjahr | Gießer, Gussort | Durchmesser (mm) | Schlagton | Inschrift                                                                 |
| 1   | 1993     | Rincker, Sinn   | 900              | a1        | „Alle Weisheit kommt von Gott dem Herrn und ist in ihm für alle Ewigkeit“ |
| 2   | 1993     | Rincker, Sinn   | 780              | c2        | „Ich bin der gute Hirte“                                                  |
| 3   | 1993     | Rincker, Sinn   | 680              | d2        | „Ich bin die Auferstehung und das Leben“                                  |